# Fredenbeck
Fredenbeck é um município da Alemanha localizado no distrito de Stade, estado da Baixa Saxônia.
É membro e sede do Samtgemeinde de Fredenbeck.